# Tancredi

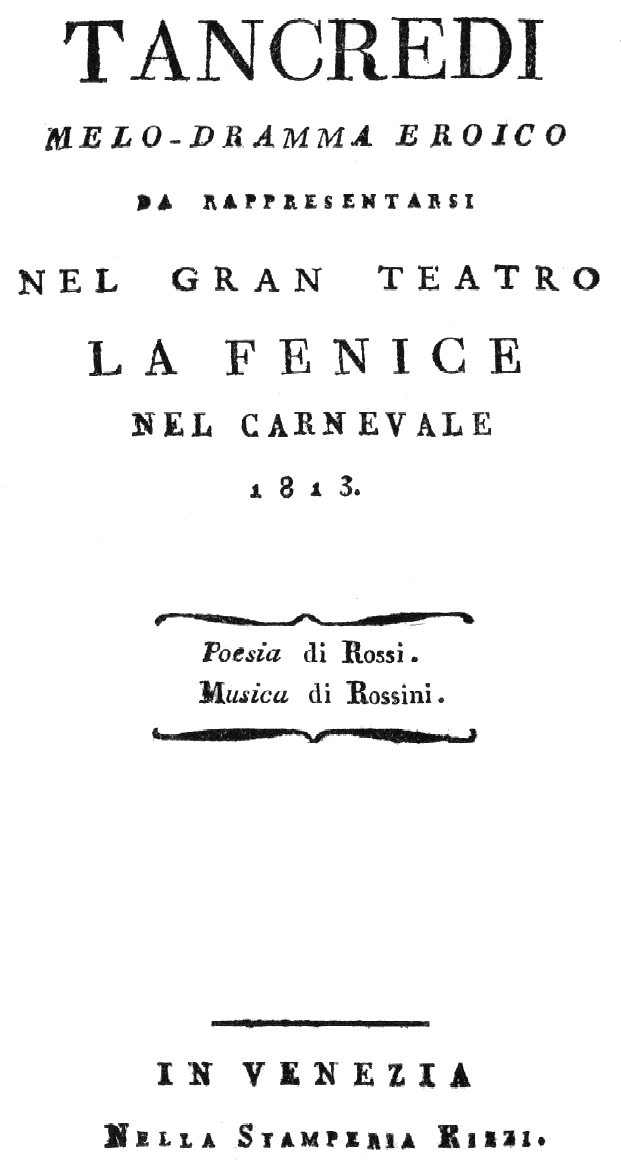
Affisch till premiären i Venedig 1813.

Tancredi är en opera (melodramma eroico) i två akter med musik av Gioacchino Rossini och libretto av Gaetano Rossi efter Voltaires pjäs Tancrède (1760) och Torquato Tassos epos Det befriade Jerusalem (1581).

## Historia
Tancredi var Rossinis första stora opera seria. För att behaga publiken hade librettisten ändrat på Voltaires tragiska slut, där Tancredi stupar i slaget mot saracenerna, men en månad efter premiären omarbetade han och Rossini slutet så att det stämde med Voltaires. Publiken var emellertid missnöjd med ingreppet så ändringen ströks. Samtidigt som Rossini skrev Tancredi, arbetade han även på farserna L'occasione fa il ladro och Il signor Bruschino, men hans tyngdpunkt låg hela tiden på Tancredi för vilken han själv komponerade secco-recitativen.
Premiärföreställningen 6 februari 1813 på Teatro La Fenice i Venedig avbröts därför att huvudrollsinnehavarna var indisponerade, men sedan blev Tancredi en stor succé och gjorde Rossini berömd på en enda gång. Särskilt Tancredis cavatina Tu che accendi med cabalettan Di tanti palpiti blev otroligt populär. Arian skrevs på begäran av sångerskan Adelaide Malanotte som gjorde Tancredi på premiären och var missnöjd med sin entréaria. Att lord Byron i Don Juan lovordade den 21-årige Rossinis aria och därmed spred dennes ryktbarhet i England, och Richard Wagner över 50 år senare parodierade den i tredje akten av Mästersångarna i Nürnberg är ett tecken på melodins stora popularitet, för att inte säga odödlighet. Legenden säger att Rossini komponerade arian kvällen före premiären medan han kokade ris till middagen. Därför har den gått till musikhistorien under namnet Risarian. Svensk premiär 18 september 1829 på Kungliga Operan i Stockholm.

## Personer
- Argirio, kung av Syrakusa (tenor)
- Amenaide, hans dotter (sopran)
- Tancredi (alt)
- Orbazzano, hertig av Sicilien (bas
- Isaura, Armenaides väninna (mezzosopran)
- Roggiero, Tancredis väpnare (sopran)
- Ädlingar, riddare, väpnare, folk (kör)

## Handling

### Akt I

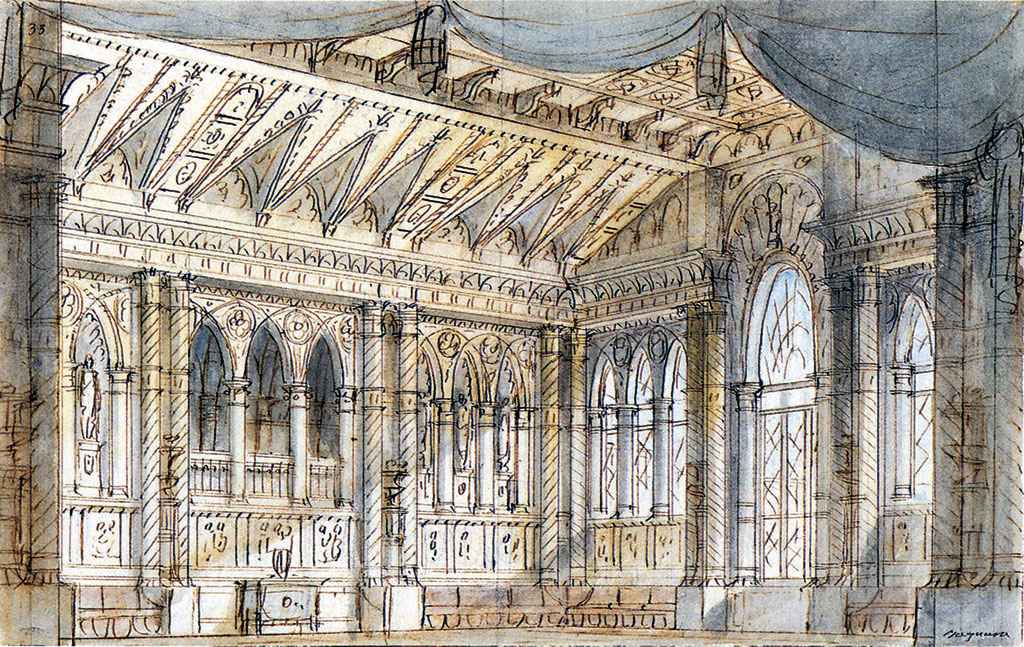
Francisco Bagnaras dekor till akt I.

I Syrakusa försonas de båda familjerna Argirio och Orbazzano, som tidigare legat i fejd. De vill gemensamt strida mot Solamir, saracenernas anförare. Argirio lovar Orbazzano sin dotter Amenaides hand. Men Amenaide är förälskad i den landsförvisade Tancredi, som hon sedan några år tillbaka är hemligt förlovad med. Tancredi har i hemlighet återvänt till Syrakusa ("Di tanti palpiti"). Orbazzano snappar upp ett brev från Amenaide till Tancredi, men tror att brevet är avsett för Solamir. Amenaide anklagas för högförräderi och kastas i fängelse.

### Akt II
Amenaide skall avrättas. Tancredi, som ännu inte har blivit igenkänd, kräver att domen skall lämnas i Guds händer och anmäler sig som Amenaides förkämpe. I en envig besegras Orbazzano av Tancredi, som sedan drar ut i strid mot fienden och av den döende Solamir får veta att Amenaide är oskyldig. Den segerrike Tancredi återvänder i triumf och blir lyckligt återförenad med Amenaide.
(I den senare versionen återvänder den döende Tancredi från slagfältet och får av Argirio veta att Amenaide är oskyldig, varefter han dör i sin älskades armar.)

## Musiken
Orkestern består av:
- Träblås: två flöjter, piccolaflöjt, två oboer, engelskt horn, två klarinetter, två fagotter
- Bleckblås: två valthorn, två trumpeter
- Pukor
- Stråkar
- Basso continuo

Operan innehåller följande musiknummer:
- Ouvertyr

Akt I
- Nr. 1. Inledning (kör, Isaura): "Pace – onore – fede – amore" (Scen 1)
- Nr. 2. Kör: "Più dolci, e placide spirano l'aure" (Scen 3) 
  - Cavatina (Amenaìde) "Come dolce all'alma mia" (Scen 3)
- Nr. 3. Recitativ: "Oh patria! dolce e ingrata patria!" (Scen 5) 
  - Cavatina (Tancredi): "Tu che accendi questo core" – "Di tanti palpiti" (Scen 5)
- Nr. 4. Recitativo accompagnato (Argirio): "La morte? / Della patria" (Scen 7) 
  - Aria (Argirio): "Pensa che sei mia figlia" (Scen 7)
- Nr. 5. Recitativ: "Oh qual scegliesti" (Scen 8) 
  - Duett (Amenaìde, Tancredi): "L'aura che intorno spiri" (Scen 8)
- Nr. 6. Kör: "Amori – scendete" – "Alla gloria, al trionfo, agli allori" (Scen 10)
- Nr. 7. Recitativo istrumentale: "Da chi? – perché..." (Scen 13)
- Final I: "Ciel che lessi! oh tradimento!" (Scen 13)

Akt II
- Nr. 8. Recitativ: "Oddio! Crudel!" (Scen 2) 
  - Aria (Argirio, Isaura, kör): "Ah! segnar invano io tento" (Scen 2)
- Nr. 9. Aria (Isaura): "Tu che i miseri conforti" (Scen 3)
- Nr. 10. Scen (Amenaìde): "Di mia vita infelice" (Scen 4) 
  - Cavatina (Amenaìde): "No, che il morir non è" (Scen 4)
- Nr. 11. Recitativ: "M'abbraccia Argirio" (Scen 8) 
  - Duett (Tancredi, Argirio): "Ah se de'mali miei" (Scen 8)
- Nr. 12. Recitativ: "Gran dio!" (Scen 10) 
  - Aria (Amenaìde): "Giusto dio che umile adoro" (Scen 10)
- Nr. 13. Kör: "Plaudite, o popoli" (Scen 12)
- Nr. 14. Recitativ: "Fier incontro! E che vuoi?" (Scen 13) 
  - Duett (Tancredi, Amenaìde): "Lasciami: – non t'ascolto" – "Ah sì mora, e cessi omai" (Scen 13)
- Nr. 15. Aria (Roggiero): "Torni alfin ridente, e bella" (Scen 15)
- Nr. 16. Scen (Tancredi): "E dove son! Fra quali orror mi guida" (Scen 16) 
  - Cavatina (Tancredi): "Ah! che scordar non so" (Scen 16)
  - Kör av saracener: "Segna il terror nella città" (Scene 16)
- Nr. 17. Final II: "Tra quei soavi palpiti" (Scen 21)

## Inspelningar (urval)
- Tancredi. Nicola Marchesini,  Raúl Giménez,  Barbara Di Castri,  Daniela Barcellona. Florence Maggio Musicale kör och orkester.  Riccardo Frizza, dirigent. TDK DVD DVWW OPTANC.[2]